# Антония Велкова-Гайдаржиева
Антония Велкова-Гайдаржиева е българска литературна историчка, професор по История на българската литература от Освобождението до Първата световна война и История на българската литературна критика във Великотърновския университет „Св. св. Кирил и Методий“.

## Биография
Антония Велкова-Гайдаржиева е родена на 3 март 1970 в гр. Варна. Завършва Българска филология във ВТУ „Св. св. Кирил и Методий“ през 1993 г. и втора специалност журналистика. Редовен докторант по история на българската литературна критика и наука (1994 – 1997). Доктор с дисертация на тема „Митологизацията и демитологизацията като критически опит на литературната ни наука (д-р К. Кръстев, Б. Пенев, Вл. Василев)“ (1998). Работи като учител по български език и литература във Варна (1993 – 1994; 1997 – 1998). От 1997 до 2001 г. е хоноруван, а от 2001 г. е редовен асистент в катедра „Българска литература“ на ВТУ „Св. св. Кирил и Методий“. Доцент (2007 – 2012) и професор (от 2012) по История на българската литература от Освобождението до Първата световна война и История на българската литературна критика.
Научните ѝ интереси са в областта на История на българската литература, История на българската литературна критика и литературнокритическа митология, Периодичен печат и национален литературен канон, национална литературна класика, оперативна критика.

## Книги

### Монографии
- Българска литературна критика и митотворчество (д-р К. Кръстев, Б. Пенев, Вл. Василев). Велико Търново: Университетско издателство „Св. св. Кирил и Методий“, 1999.
- Посмъртното слово като феномен на българската култура (в съавт. с Елена Налбантова). Велико Търново: Слово, 2000.
- Литературнокритически прочити (Паисий Хилендарски, Хр. Ботев, Захари Стоянов, Ив. Вазов, П. П. Славейков, П. К. Яворов, Т. Траянов, Д. Дебелянов, Г. Милев, Ел. Багряна, Н. Хайтов, В. Попов, А. Германов). Велико Търново: Слово, 2002.
- Васил Пундев и българската литература. История. Критика. Класика. Велико Търново: УИ „Св. св. Кирил и Методий“, 2007.[1], [2]
- Критика и апологии. Варна: Славена, 2007.
- Храмът „Успение Богородично“, Велико Търново. Съавтор: Елена Попова. Велико Търново: УИ „Св. св. Кирил и Методий“, 2010.
- Списание „Художник“ и литературата. Велико Търново: Веста, 2011.
- Иван Мешеков или достоянията и зрелостта на литературната критика. Велико Търново: Дар-РХ, 2012.[3]
- Световете на литературата. Разговори със Светлозар Игов. Велико Търново: УИ „Св. св. Кирил и Методий“, 2017.

## Награди
- „Дъбът на Пенчо“ (2008 – за монографията „Васил Пундев и българската литература“).
- Десети носител на Националната награда за литературна критика „Иван Радославов и Иван Мешеков“ (2013, Златарица).[4]
- Годишните литературни награди на портал Култура в категория Хуманитаристика (2018 – за книгата „Световете на литературата. Разговори със Светлозар Игов“, УИ „Св. св. Кирил и Методий“).